# Championnat de Bahreïn de football
 (décembre 2024).
Si vous disposez d'ouvrages ou d'articles de référence ou si vous connaissez des sites web de qualité traitant du thème abordé ici, merci de compléter l'article en donnant les références utiles à sa vérifiabilité et en les liant à la section « Notes et références ».
Le championnat de Bahreïn de football a été créé en 1956. Comme en Coupe de Bahreïn, c'est Al Muharraq Club qui domine au niveau du nombre de titres, avec 34 succès en championnats.

## Palmarès
| Année | Champion              |
| 1957  | Al Muharraq Club (1)  |
| 1958  | Al Muharraq Club (2)  |
| 1959  | Al-Nasr CSC (1)       |
| 1960  | Al Muharraq Club (3)  |
| 1961  | Al Muharraq Club (4)  |
| 1962  | Al Muharraq Club (5)  |
| 1963  | Al Muharraq Club (6)  |
| 1964  | Al Muharraq Club (7)  |
| 1965  | Al Muharraq Club (8)  |
| 1966  | Al Muharraq Club (9)  |
| 1967  | Al Muharraq Club (10) |
| 1968  | Bahrain Club (1)      |
| 1969  | Al-Ahli Club (1)      |
| 1970  | Al Muharraq Club (11) |
| 1971  | Al Muharraq Club (12) |
| 1972  | Al-Ahli Club (2)      |
| 1973  | Al Muharraq Club (13) |
| 1974  | Al Muharraq Club (14) |
| 1975  | Al Arabi (1)          |
| 1976  | Al Muharraq Club (15) |
| 1977  | Al-Ahli Club (3)      |
| 1978  | Bahrain Club (2)      |
| 1979  | Al Hala SC (1)        |
| 1980  | Al Muharraq Club (16) |
| 1981  | Bahrain Club (3)      |
| 1982  | Al-Riffa (1)          |
| 1983  | Al Muharraq Club (17) |
| 1984  | Al Muharraq Club (18) |
| 1985  | Bahrain Club (4)      |
| 1986  | Al Muharraq Club (19) |
| 1987  | Al-Riffa (2)          |
| 1988  | Al Muharraq Club (20) |
| 1989  | Bahrain Club (5)      |
| 1990  | Al-Riffa (3)          |
| 1991  | Al Muharraq Club (21) |
| 1992  | Al Muharraq Club (22) |
| 1993  | Al-Riffa (4)          |
| 1994  | East Riffa (1)        |
| 1995  | Al Muharraq Club (23) |
| 1996  | Al-Ahli Club (4)      |
| 1997  | Al-Riffa (5)          |
| 1998  | Al-Riffa (6)          |
| 1999  | Al Muharraq Club (24) |
| 2000  | Al-Riffa (7)          |
| 2001  | Al Muharraq Club (25) |
| 2002  | Al Muharraq Club (26) |
| 2003  | Al-Riffa (8)          |
| 2004  | Al Muharraq Club (27) |
| 2005  | Al-Riffa (9)          |
| 2006  | Al Muharraq Club (28) |
| 2007  | Al Muharraq Club (29) |
| 2008  | Al Muharraq Club (30) |
| 2009  | Al Muharraq Club (31) |
| 2010  | Al-Ahli Club (5)      |
| 2011  | Al Muharraq Club (32) |
| 2012  | Al-Riffa (10)         |
| 2013  | Busaiteen Club (1)    |
| 2014  | Al-Riffa (11)         |
| 2015  | Al Muharraq Club (33) |
| 2016  | Al Hidd SCC (1)       |
| 2017  | Malkiya Club (1)      |
| 2018  | Al Muharraq Club (34) |
| 2019  | Al-Riffa (12)         |
| 2020  | Al Hidd SCC (2)       |
| 2021  | Al-Riffa (13)         |
| 2022  | Al-Riffa (14)         |
| 2023  | Al-Khaldiya SC (1)    |
| 2024  | Al-Khaldiya SC (2)    |
| 2025  | Al Muharraq Club (35) |

## Bilan
| Club           | Titres | Années |
| -------------- | ------ | --- |
| Al-Muharraq SC | 35     | 1957, 1958, 1960, 1961, 1962, 1963, 1964, 1965, 1966, 1967, 1970, 1971, 1973, 1974, 1976, 1980, 1983, 1984, 1986, 1988, 1991, 1992, 1995, 1999, 2001, 2002, 2004, 2006, 2007, 2008, 2009, 2011, 2015, 2018,2025 |
| Al-Riffa       | 14     | 1982, 1987, 1990, 1993, 1997, 1998, 2000, 2003, 2005, 2012, 2014, 2019, 2021, 2022 |
| Bahrain Club   | 5      | 1968, 1978, 1981, 1985 et 1989 |
| Al-Ahli Club   | 5      | 1959, 1969, 1972, 1977, 1996, 2010 |
| Al-Hidd SCC    | 2      | 2016, 2020 |
| Al-Khaldiya    | 2      | 2023, 2024 |
| Al Arabi       | 1      | 1975 |
| Al-Nasr CSC    | 1      | 1959 |
| Al Hala        | 1      | 1979 |
| East Riffa SCC | 1      | 1994 |
| Busaiteen      | 1      | 2013 |
| Malkiya Club   | 1      | 2017 |

## Liens
- (en) Palmarès complet du championnat de Bahrein sur le site RSSSF.com